# Safietou Goudiaby
Safietou Goudiaby, née le 2 septembre 1989, est une lutteuse sénégalaise.

## Carrière
Safietou Goudiaby remporte la médaille de bronze en moins de 59 kg aux Championnats d'Afrique 2013 à N'Djaména et la médaille d'argent en moins de 58 kg aux Championnats d'Afrique 2014 à Tunis. En 2015, elle est médaillée de bronze en moins de 58 kg aux Championnats d'Afrique à Alexandrie et médaillée d'argent de la même catégorie aux Jeux africains à Brazzaville. Elle obtient une nouvelle médaille de bronze en moins de 59 kg aux Championnats d'Afrique 2018 à Port Harcourt.
Elle est médaillée d'or en moins de 70 kg aux Jeux africains de plage de 2023 à Hammamet.
En mars 2024, elle est médaillée de bronze dans la catégorie des moins de 62 kg aux Jeux africains à Accra.